# Przestępstwo pospolite
Przestępstwo pospolite – przestępstwo przeciwko życiu i zdrowiu, wolności, obyczajności, mieniu, wymiarowi sprawiedliwości, dokumentom itp. Niektórzy autorzy zaliczają do tej grupy również przestępstwa skarbowe.
Jako przestępstwo pospolite traktować można wszystkie rodzaje przestępstw poza zbrodniami przeciwko ludzkości, zbrodniami wojennymi i zbrodniami przeciwko pokojowi, a także przestępstwami politycznymi.